# 제1순환로
제1순환로(第一循環路)는 광주광역시의 부도심을 고리 모양으로 잇는 4개 도로 (필문대로, 서암대로, 죽봉대로, 대남대로)의 총칭이다.

## 노선
남광주 교차로 (남광주역) - 조선대학교 입구 - 지산사거리 - 산수오거리 - 두암지구 입구삼거리 - 광주교육대학교 - 서방사거리 - 안보회관 앞 - 중흥삼거리 (광주역 북문) - 전남대학교사거리 - 신안교 - 경신여자고등학교사거리 - 동운고가차도 - 광천사거리 (유스퀘어) - 화정 삼익아파트앞사거리 - 농성광장 (농성역) - 건강관리협회사거리 - 전남매일 앞 - 주월 교차로 - 백운 교차로 - 남광주고가차도 - 남광주 교차로 (남광주역)

## 기타
필문대로는 전 구간이 국도 제29호선, 국가지원지방도 제55호선, 국가지원지방도 제60호선이고, 대남대로는 전 구간이 국도 제22호선, 국가지원지방도 제60호선이며 대남대로 중 백운 교차로 ~ 농성광장 구간은 국도 제1호선과 중첩된다. 죽봉대로 또한 국도 제1호선에 속한다.